# O2 Arena (Praag)
De O2 Arena (tot maart 2008 Sazka Arena) is een multifunctioneel stadion in de Tsjechische hoofdstad Praag. Het stadion, gelegen in de wijk Libeň, wordt vooral gebruikt voor ijshockey. Tijdens wedstrijden biedt de O2 Arena plaats aan 17.000 toeschouwers, bij concerten kunnen er 18.000 mensen in het stadion. Het stadion is genoemd naar de sponsor, het telecombedrijf Telefónica O₂ Czech Republic.
De ideeën voor de bouw van een nieuw ijshockeystadion in Praag stammen uit de tijd dat het nationale ijshockeyteam van Tsjechië driemaal op rij wereldkampioen werd (1999, 2000 en 2001). Uiteindelijk werd in 2002 begonnen aan de bouw, die op tijd gereed was voor het wereldkampioenschap ijshockey van 2004 in Tsjechië. Ook in 2015 werd het stadion gebruikt in het kader van het wereldkampioenschap ijshockey.